# Tossal de la Bassa
El Tossal de la Bassa és una muntanya de 728 metres que es troba al municipi de Biosca, a la comarca del Solsonès.